# Javier González Medrano
Javier González Medrano (Sestao, Vizcaya, 1969) es un filósofo, Profesor y Político español, concejal del Ayuntamiento de Sestao y líder y portavoz del Grupo Municipal EH Bildu en el Ayuntamiento de Sestao.

## Biografía
Se licenció en sociología y en ciencias políticas en la Universidad del País Vasco. Es profesor de ética y filosofía en el instituto público IES Zorrotza BHI de Bilbao.

## Trayectoria política
En las elecciones municipales de 2019, González fue candidato a concejal por la coalición Euskal Herria Bildu, con Mikel Izquierdo del Pino como candidato a alcalde y cabeza de lista. La coalición obtuvo 3 concejales y González se convirtió en concejal del Ayuntamiento de Sestao (legislatura 2019-2023).
En el año 2023, en las elecciones municipales de 2023, González fue propuesto como candidato a alcalde de Sestao y cabeza de lista por la coalición EH Bildu. EH Bildu obtuvo 6 concejales, 3 más que en la legislatura anterior, obteniendo su mejor resultado hasta el momento y quedándose a menos de dos puntos del PSE-EE que fue segunda fuerza y que obtuvo 6 concejales.
González salió electo concejal y ejerció de líder y portavoz del Grupo Municipal EH Bildu en el Ayuntamiento de Sestao, sucediendo a Mikel Izquierdo del Pino que fue el portavoz del grupo municipal en las legislaturas 2015-2019 y 2019-2023. Debido al pacto de gobierno de coalición entre PNV y PSE-EE, González pasó a ser el líder de la oposición en el Ayuntamiento de Sestao, al ser la fuerza política de la oposición más votada.
En la legislatura 2023-2027, en la sesión de constitución e investidura de alcalde, debido al pacto entre los grupos municipales EH Bildu y Elkarrekin Sestao (Podemos-IU-Equo-AV), González recibió 8 votos de 21 (6 de EH Bildu y 2 de Elkarrekin Sestao), frente a la candidata Ainhoa Basabe que recibió 13 votos de 21 (7 del PNV y 6 del PSE-EE), siendo elegida alcaldesa Basabe.
En la legislatura 2023-2027 los grupos de EH Bildu y Elkarrekin Sestao (Podemos-IU-Equo-AV) cerraron un acuerdo de colaboración, frente al gobierno de coalición PNV-PSE-EE, para trabajar en temas sociales y presupuestarios. Tal como declararon los portavoces de los dos grupos González (EH Bildu) e Inma Arias (Elkarrekin Sestao), la colaboración entre ambos grupos es necesaria frente a la mayoría del gobierno de PNV-PSE-EE.

## Vida personal
Reside en Sestao.